# Тімбукту (фільм, 2014)
«Тімбукту» (фр. Timbuktu) — французький кінофільм мавританського режисера Абдеррахмана Сіссако 2014 року. Фільм було обрано для участі в основній конкурсній програмі 67-го Каннського кінофестивалю.

## Сюжет
До влади в Тімбукту прийшли ісламські релігійні фундаменталісти. Життя простих людей перетворилося на пекло, в якому заборонені будь-які розваги, музика, сміх і спроби будь-якого інакомислення. Далеко від усього цього безумства, за межами міської смуги живе Кідан зі своєю дружиною Сатімою, донькою Тойєю і 12-річним сином, юним пастухом Іссаном. До певного часу їм вдається вести мирне життя, в той час, як зовсім поряд з ними щодня вершиться несправедливість. Усе міняється того дня, коли Кідан випадково вбиває місцевого рибалку Амвду, що зарізав його улюблену корову .

## В ролях
- Ібрагімм Ахмед — Кідан
- Тулу Кікі — Сатіма
- Абель Джафрі — Абделькрім
- Фатумата Діавара — співачка Фату
- Хішем Якубі — джихадист
- Кеттлі Ноель — Забу

## Визнання
| Нагороди та номінації | Нагороди та номінації              | Нагороди та номінації           | Нагороди та номінації                  | Нагороди та номінації | Нагороди та номінації |
| Рік                   | Нагорода                           | Категорія                       | Номінант                               | Результат             |                       |
| --------------------- | ---------------------------------- | ------------------------------- | -------------------------------------- | --------------------- | --------------------- |
| 2014                  | Каннський кінофестиваль            | Золота пальмова гілка           | «Тімбукту»                             | Номінація             |                       |
| 2014                  | Каннський кінофестиваль            | Приз Франсуа Шале               | Абдеррахман Сісако                     | Перемога              |                       |
| 2014                  | Каннський кінофестиваль            | Приз екуменічного журі          | «Тімбукту»                             | Перемога              |                       |
| 2014                  | Міжнародний кінофестиваль у Чикаго | Найкращий режисер               | Абдеррахман Сісако                     | Перемога              |                       |
| 2014                  | Синдикат французьких кінокритиків  | Найкращий французький фільм     | «Тімбукту»                             | Перемога              |                       |
| 2014                  | Кінофестиваль в Єрусалимі          | Найкращий фільм                 | «Тімбукту»                             | Перемога              |                       |
| 2014                  | Приз Луї Деллюка                   | Найкращий фільм                 | «Тімбукту»                             | Номінація             |                       |
| 2015                  | Премія «Сезар»                     | Найкращий оригінальний сценарій | Абдеррахман Сіссако, Кессан Талл       | Перемога              |                       |
| 2015                  | Премія «Сезар»                     | Найкраща музика                 | Амін Бухафа                            | Перемога              |                       |
| 2015                  | Премія «Сезар»                     | Найкращий звук                  | Філіп Волш, Роман Димний, Т'єррі Делор | Перемога              |                       |
| 2015                  | Премія «Сезар»                     | Найкращий оператор              | Софіан Ель-Фані                        | Перемога              |                       |
| 2015                  | Премія «Сезар»                     | Найкращий монтаж                | Надіа Бен Рашид                        | Перемога              |                       |
| 2015                  | Премія «Сезар»                     | Найкращий режисер               | Абдеррахман Сіссако                    | Перемога              |                       |
| 2015                  | Премія «Сезар»                     | Найкращий фільм                 | «Тімбукту»                             | Перемога              |                       |
| 2015                  | Премія «Сезар»                     | Найкращий художник              | Себастьян Біршле                       | Номінація             |                       |
| 2015                  | «Оскар»                            | Найкращий фільм іноземною мовою | «Тімбукту»                             | Номінація             |                       |
| 2015                  | Премія «Люм'єр»                    | Найкращий фільм                 | «Тімбукту»                             | Перемога              |                       |
| 2015                  | Премія «Люм'єр»                    | Найкращий оператор              | Софіан Ель-Фані                        | Номінація             |                       |
| 2015                  | Спільнота кінокритиків Нью-Йорка   | Найкращий іноземний фільм       | «Тімбукту»                             | Перемога              |                       |